# Alumina do Norte do Brasil S.A.
Alumina do Norte do Brasil (Alunorte) é uma empresa brasileira formada a partir de acordo bilateral pelos governos do Brasil e do Japão em 1976, reunindo a empresa Vale S.A. e o consórcio Nippon Amazon Aluminium (NAAC). O acordo tinha como finalidade a integração da cadeia produtiva do alumínio no Pará (bauxita, que é a matéria-prima da alumina).
Foi construída em Barcarena, situado a 40 quilômetros de Belém. Em 1995, iniciaram-se as operações. Em 2010, foi vendida pela Vale à Norsk Hydro.
A Alunorte é a maior refinaria de alumina do mundo fora da China.

## Histórico
Em 1977, foi criada a NAAC – Nippon Amazon Aluminium Company, formada por 32 empresas privadas (60%) e o governo japonês (40%). Em razão dos altos custos da energia elétrica no Japão, o governo do país buscou promover investimentos internacionais na área de alumínio, que não era mais produzido no país, embora fosse um dos maiores consumidores mundiais.
Em fevereiro de 1978, o governo brasileiro criou o Programa Especial de Desenvolvimento Regional e da Infraestrutura do Complexo Alumínico Albrás-Alunorte. Em dia 20 de junho de 1978, foram assinados diversos acordos pela Companha Vale do Rio Doce, Valenorte, Albrás, Alunorte e NAAC.

Foi a planejada a construção da Usina Hidrelétrica de Tucuruí, tendo em vista que a indústria de alumínio demanda alto consumo de energia. A usina começou a operar em 1984.

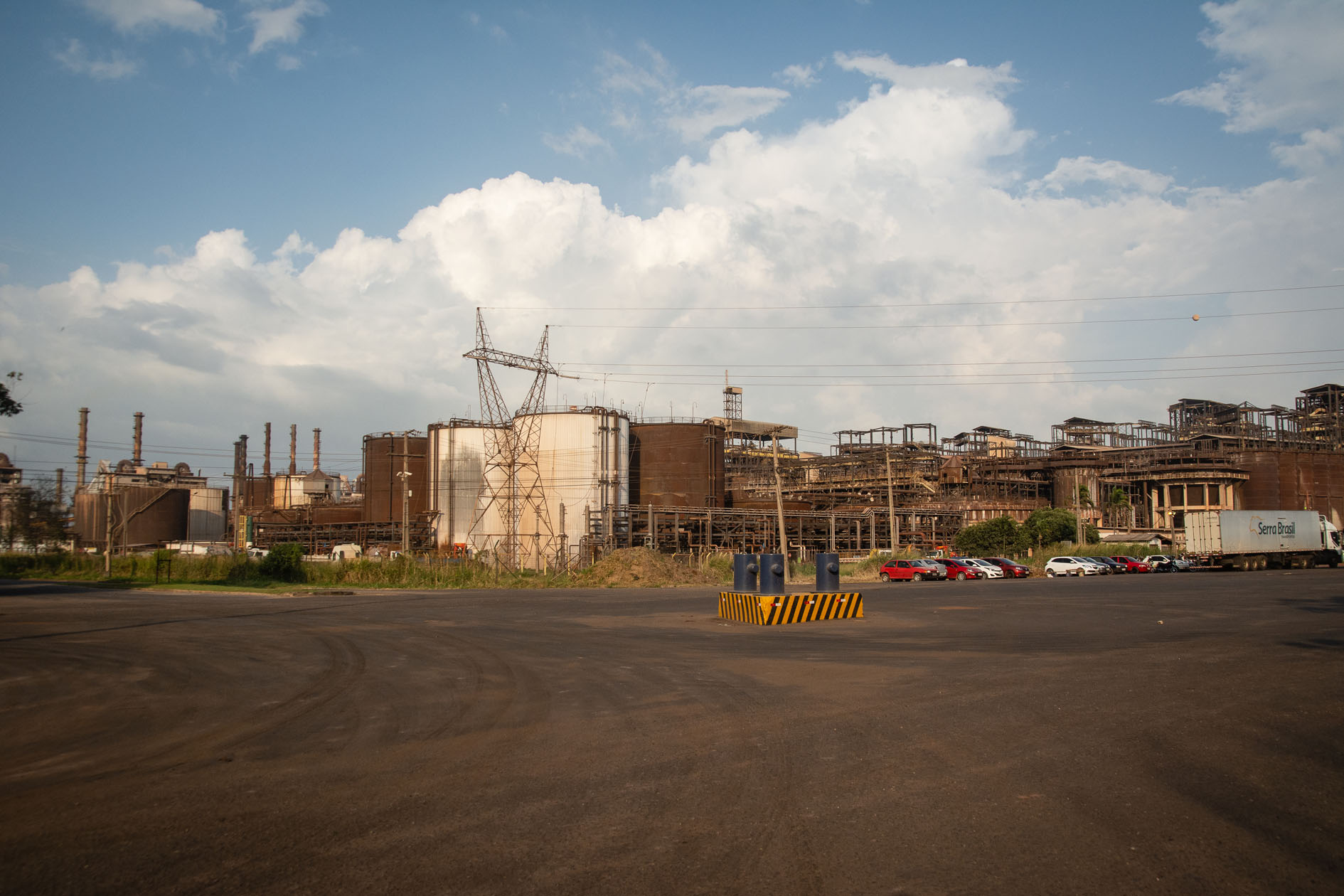
Sede operacional da Alunorte em Barcarena, Pará.

A Alunorte foi criada por meio de uma associação entre a Companhia Vale do Rio Doce (60,5%) e a NAAC (39,5%), tendo sido implantada junto à fábrica da Albrás em Barbacena (PA), com objetivo de produzir alumina para abastecer a Albras.
O projeto enfrentou atrasos em virtude da conjuntura do mercado internacional do alumínio, em meados dos anos 1980. O capital da NAAC na empresa foi reduzido e ingressaram novos sócios, como a MRN e CBA, e posteriormente a Norsk Hydro.
A Alunorte iniciou suas operações em 1995, quando foi inaugurado o Depósito de Resíduos Sólidos.
Em 2011, a Vale anunciou a conclusão da transação com a Norsk Hydro ASA (Hydro) para transferir todas as suas participações na Albras - Alumínio Brasileiro, Alunorte - Alumina do Norte do Brasil e Companhia de Alumina do Pará (CAP).  A Vale também criou a empresa Mineração Paragominas (Paragominas) e transferiu a mina de bauxita de Paragominas e todos os seus demais direitos minerários de bauxita do Brasil. A Vale vendeu 60% da Paragominas à Hydro e os outros 40% foram vendidos até 2016.
Em 2016, foi inaugurado o Depósito de Resíduos Sólidos 2.
Em 2023, a Glencore adquiriu 30% de sua participação na Alunorte e no ano seguinte adquire sua participação na empresa que pertencia à CBA.

## Operação
A bauxita que abastece a Alunorte vem da Mineração Paragominas, através de um mineroduto, e da Mineração Rio do Norte (MRN), por meio do porto de Vila do Conde. Uma parte da alumina produzida é exportada e a outra parte é fornecida para a planta de lingotes de alumínio da Albras.